# Kurilsk
Kurilsk (ros. Курильск, jap. 紗那村, Shana) – miasto w Rosji (obwód sachaliński), port morski, na wyspie Iturup (Kuryle).
Ok. 2 tys. mieszkańców.
Pierwotnymi mieszkańcami miejsca, w którym znajduje się miasto byli Ajnowie, natomiast pierwsi koloniści rosyjscy pojawili się w tym rejonie w 2 połowie XVIII wieku, a w 1800 roku powstała pierwsza japońska placówka wojskowa. Konflikt pomiędzy ludnością japońską i rosyjską doprowadził do podpisania w 1855 roku Traktatu z Shimoda, na mocy którego tereny te pozostały pod władzą Japonii do 1945 roku. Po zajęciu w 1945 roku osady przez Związek Radziecki, japońscy mieszkańcy zostali wysiedleni, a wieś w 1947 roku otrzymała nową nazwę i status miasta.